# Chen Wenqing
Dans ce nom, le nom de famille, Chen, précède le nom personnel.
Chen Wenqing (chinois simplifié : 陈文清 ; pinyin : Chēn Wénqīng), né en 1960 dans le xian de Renshou (province du Sichuan), est un homme politique chinois, ministre de la Sécurité de l'État entre novembre 2016 et octobre 2022.
En octobre 2022, en tant que proche allié de Xi Jinping, il est promu en tant que membre du bureau politique et devient secrétaire du secrétariat général du Parti communiste chinois.

## Biographie
Chen adhère au Parti communiste chinois en 1983. En 1984, il sort diplômé en sciences politiques de l'université du Sud-Ouest. Il commence sa carrière dans la police du Sichuan (dépendant du ministère de la Sécurité publique) puis, devient vice-directeur de la sécurité de la province en 1994 (poste dépendant du ministère de la Sécurité de l'État). Entre 1998 et 2002, Chen est directeur de la sécurité de l'État dans la province. Chen va ensuite exercer des fonctions dans la lutte contre la corruption dans la province du Fujian entre 2006 et 2012.
En 2012, il devient vice-secrétaire de la commission centrale pour l'inspection de la discipline dirigée par Wang Qishan,. Chen est membre du 18e Comité central du PCC.
En octobre 2015, Chen devient secrétaire du PCC au sein du ministère de la Sécurité de l'État. En novembre 2016, il devient ministre de la Sécurité de l'État, en remplacement de Geng Huichang et intègre de jure le Conseil des affaires de l'État de la république populaire de Chine. Cette nomination est perçue comme la volonté de Xi Jinping de lutter contre la corruption au sein de l'appareil sécuritaire,,.
En octobre 2017, Chen est réélu au 19e Comité central du PCC.
En octobre 2022, Chen est réélu au sein du 20e Comité central et il est également nommé au sein du 20e Bureau politique.
En plus de cette promotion pour ce fidèle allié de Xi, il intègre également le secrétariat général du Parti, ainsi pour la première fois de l'histoire du Parti, deux personnes chargées de la sécurité sont nommées au sein du secrétariat, avec également la nomination de Wang Xiaohong.